# Gàidhealtachd

Distribución geográfica de los gaelicoparlantes en Escocia (2001).

Gàidhealtachd (pronunciado [ˈkɛːəl̪ˠt̪əxk]ⓘ, /kéaltajk/; en español: «territorio de los gaélicos") es un vocablo con el que se designan aquellas áreas de Escocia donde todavía pervive el idioma gaélico escocés y la cultura gaélica en general, y que se localizan en las Tierras altas y el archipiélago de las Hébridas. Por extensión, el término también hace referencia a las pequeñas áreas gaelicoparlantes de Nueva Escocia (Canadá). En gaélico irlandés existe el término equivalente Gaeltacht, aplicado a las zonas de lengua gaélica de Irlanda. Sin embargo, mientras en Irlanda se habla de "los" Gaeltacht (constituyendo entidades diferenciadas), en Escocia se habla de "el" Gàidhealtachd (como una unidad).
Gàidhealtachd ha sido y sigue siendo para muchos un sinónimo de las Tierras Altas escocesas. Pero realmente no son expresiones intercambiables, ya que la primera es de tipo lingüístico y la segunda de tipo geográfico. De hecho, muchas zonas de las Tierras Altas no poseen una población gaelicoparlante sustancial y otras han sido tradicionalmente hablantes de scots, un dialecto local del inglés. Por otro lado, existen también algunos lugares gaelicoparlantes que quedan fuera de los límites políticos de las Tierras Altas, como la isla de Arran. Por ello, Gàidhealtachd se emplea cada vez más en referencia a las áreas específicas de Escocia (y de Nueva Escocia) en las que el gaélico es hablado por una parte más o menos amplia de la población, a la manera irlandesa.
En contraposición a Gàidhealtachd existe la palabra Galldachd («territorio de los sajones» o «de los no gaélicos») en alusión a las tierras bajas escocesas. A las Hébridas se las llama a veces Innse Gall debido a la presencia histórica de vikingos.

## Historia

Mapa lingüístico de escocia hacia el año 1400.
Azul: Gaélico escocés.
Amarillo: Scots.
Naranja: Norn.

Hasta hace pocos siglos, el Gàidhealtachd comprendía la mayor parte de la actual Escocia al norte del fiordo de Forth, con excepción de los archipiélagos septentrionales de las Orcadas y las Shetland (donde se hablaba el norn, un idioma escandinavo). Muchos lugares de toda Escocia poseen nombres derivados del gaélico, evidenciando la gran difusión que el idioma poseía antiguamente: Dundee, Inverness, Stirling, Argyll, Galloway...
Por múltiples razones, entre ellas la influencia de una corte real hablante de scots en Edimburgo y el establecimiento de burgos mercantiles en gran parte del sur y el este de Escocia, el Gàidhealtachd se vio enormemente reducido. Otro factor que contribuyó al declive de la lengua gaélica en Escocia fue el demográfico: antiguamente la mitad de los escoceses vivían en las regiones gaelicoparlantes de las Tierras Altas, pero los desplazamientos forzosos llevados a cabo durante los siglos XVIII y XIX redujeron drásticamente las poblaciones de esas zonas y, por tanto, el número de hablantes.
La actual extensión del idioma se limita a las Hébridas Exteriores, el noroeste de las Tierras Altas, la isla de Skye y Argyll y Bute. Hay asimismo pequeñas comunidades gaelicoparlantes en Glasgow y Edimburgo.

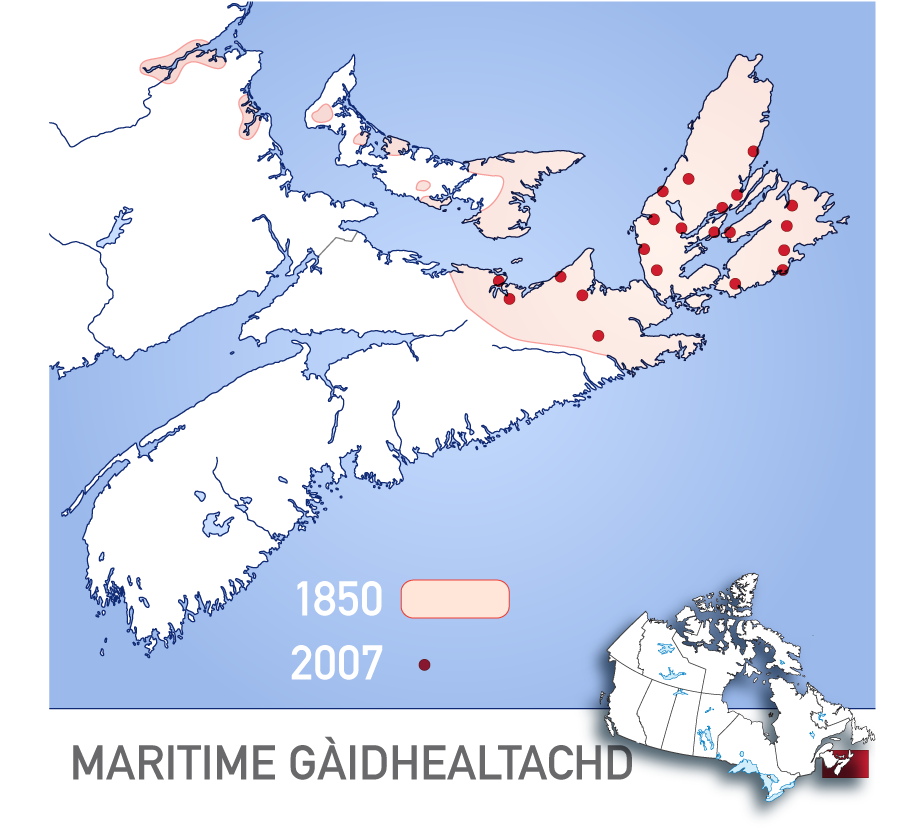
Áreas gaelicoparlantes en Canadá.

## Gàidhealtachden Canadá
El gaélico escocés ha sobrevivido también en algunas comunidades descendientes de inmigrantes escoceses que llegaron con el Desplazamiento forzado de población de las Tierras Altas escocesas, o expulsión de las Tierras Altas en ciertas áreas de Nueva Escocia (especialmente en la isla de Cape Breton), la isla del Príncipe Eduardo y Terranova, en el este de Canadá; estas zona gaelicoparlantes también pueden ser llamadas Gàidhealtachdan.